# Вебстер (округ, Кентуккі)
Шаблон:StateAbbr_ 37°31′ пн. ш. 87°41′ зх. д. / 37.52° пн. ш. 87.68° зх. д.
Округ  Вебстер (англ. Webster County) — округ (графство) у штаті  Кентуккі, США. Ідентифікатор округу 21233.

## Історія
Округ утворений 1860 року.

## Демографія
За даними перепису 
2000 року 
загальне населення округу становило 14120 осіб, зокрема міського населення було 2963, а сільського — 11157.
Серед мешканців округу чоловіків було 6905, а жінок — 7215. В окрузі було 5560 домогосподарств, 4054 родин, які мешкали в 6250 будинках.
Середній розмір родини становив 2,94.
Віковий розподіл населення поданий у таблиці:
| Стать    | До 15 років | 15-21 | 22-29 | 30-39 | 40-49 | 50-65 | 65-85 | Понад 85 |
| -------- | ----------- | ----- | ----- | ----- | ----- | ----- | ----- | -------- |
| Чоловіки | 1410        | 697   | 721   | 936   | 1120  | 1152  | 795   | 74       |
| Жінки    | 1361        | 672   | 700   | 1000  | 1082  | 1156  | 1041  | 203      |

## Суміжні округи
- Гендерсон — північ
- Маклейн — північний схід
- Гопкінс — південний схід
- Колдвелл — південь
- Кріттенден — південний захід
- Юніон — північний захід

## Виноски
1. ↑  U.S. Decennial Census. United States Census Bureau. Архів оригіналу за 19 липня 2018. Процитовано 20 серпня 2014.
2. ↑  Historical Census Browser. University of Virginia Library. Архів оригіналу за 16 серпня 2012. Процитовано 20 серпня 2014.
3. ↑  Population of Counties by Decennial Census: 1900 to 1990. United States Census Bureau. Архів оригіналу за 13 жовтня 2014. Процитовано 20 серпня 2014.
4. ↑  Census 2000 PHC-T-4. Ranking Tables for Counties: 1990 and 2000 (PDF). United States Census Bureau. Архів оригіналу (PDF) за 18 грудня 2014. Процитовано 20 серпня 2014.
5. ↑  State & County QuickFacts. United States Census Bureau. Архів оригіналу за 25 січня 2016. Процитовано 6 березня 2014.(англ.) Наведено за англійською вікіпедією.
6. ↑  American FactFinder. Бюро перепису населення США. Архів оригіналу за 26 лютого 2012. Процитовано 31 січня 2008.

| США | Це незавершена стаття з географії США. Ви можете допомогти проєкту, виправивши або дописавши її. |